# Municipio de Jefferson (condado de Shelby, Iowa)
El municipio de Jefferson (en inglés: Jefferson Township) es un municipio ubicado en el condado de Shelby en el estado estadounidense de Iowa. En el año 2010 tenía una población de 537 habitantes y una densidad poblacional de 5,8 personas por km².

## Geografía
El municipio de Jefferson se encuentra ubicado en las coordenadas 41°49′13″N 95°9′4″O / 41.82028, -95.15111. Según la Oficina del Censo de los Estados Unidos, el municipio tiene una superficie total de 92.55 km², de la cual 92,54 km² corresponden a tierra firme y (0 %) 0 km² es agua.

## Demografía
Según el censo de 2010, había 537 personas residiendo en el municipio de Jefferson. La densidad de población era de 5,8 hab./km². De los 537 habitantes, el municipio de Jefferson estaba compuesto por el 99,26 % blancos, el 0,37 % eran de otras razas y el 0,37 % eran de una mezcla de razas. Del total de la población el 1,3 % eran hispanos o latinos de cualquier raza.